# Phytometra hoffmanni
Phytometra hoffmanni là một loài bướm đêm trong họ Erebidae.